# 兴山柳
兴山柳（学名：Salix mictotricha）是杨柳科柳属的植物，为中国的特有植物。分布于中国大陆的湖北、四川等地，生长于海拔1,300米至1,700米的地区，常生于山地，目前尚未由人工引种栽培。